# Who Killed Who?
«Who Killed Who?» (с англ. — «Кто кого убил?») — короткометражный мультипликационный комедийный фильм, выпущенный в 1943 году компанией MGM. Режиссёр Текс Эйвери, продюсер Фред Куимби. Фильм является насмешливой пародией на детективное кино и использует многочисленные клише этого жанра как объект шуток и насмешек.

## Сюжет
Лента начинается с кинофрагмента, в котором актёр Роберт О’Коннор, зарекомендовавший себя как частый исполнитель ролей детективов в серьёзных и комедийных кинолентах, приветствует зрителей и выступает с заявлением о характере мультфильма, который им предстоит посмотреть: «Мы представляем мультик, в котором рассказывается о жесточайшем убийстве из раздела криминалистики».
История начинается с убийства хозяина богатого особняка. Жертва, читая книгу под названием «Who Killed Who?», сообщает зрителям о том, что согласно этому тексту его должны убить. В тот же момент в стену за спиной жертвы втыкается брошенный из-за кадра кинжал, на лезвии которого висит записка с текстом: «Ты умрёшь в 11:30!!» (грубый рисунок ниже изображает как один человек стреляет в другого из пистолета). Жертва протестует: «Нет, этого не может быть! Я не могу умереть в 11:30» Тут же в стену вонзается второй кинжал, поменьше, к которому прикреплена записка: «P.S. О’кей, тогда в 12:00». Далее жертву убивают из револьвера гигантских размеров.
Сразу после убийства жертвы в особняк врывается инспектор полиции, который на протяжении фильма пытается выяснить личность убийцы. Бо́льшую часть фильма он носится по зданию, полному ловушек и сюрпризов, в попытке поймать предполагаемого убийцу, либо сам спасается от погони. В конце фильма он всё же ловит преступника и срывает с него маску. Выясняется, что убийцей был… сам рассказчик, Роберт Эммет О’Коннор. Поняв, что его разоблачили, он плачет.

## Разное
- Голос Санта-Клауса, стоящего за дверью с табличкой «Не открывать до Рождества», принадлежит самому Тексу Эйвери.
- Прототипом для инспектора полиции послужили актёрские работы Фреда Келси (Fred Kelsey), снявшегося более чем в 200 фильмах и создавшего образ неквалифицированного, глуповатого, зачастую комичного детектива. В художественном фильме «Gold Diggers of 1933[англ.]» Келси даже играет актёра, который играет детектива.
- В фильме есть несколько шуток, отсылающих к популярной в то время радиопрограмме комика Ричарда «Реда» Скелтона. В их числе вышедший из шкафа тёмно-красный скелет, который называет себя «Красный скелет» (англ. Red Skeleton), и произнесённая убийцей в момент его поимки реплика «I dood it» (англ. I did it — искажённое «я это сделал»).
- Бой курантов, который воспроизводит гигантский револьвер во время стрельбы, является аудиопозывными радиосети NBC того времени. Случайно или нет, но именно в начале 40-х канал закончил тестовое вещание и приступил к полноценной работе.
- Второстепенные роли (детектив и привидение) озвучил (без указания в титрах) актёр Билли Блэтчер.

## Критика
Леонард Молтин писал: «В лучших работах Эйвери, таких как „Little ’Tinker“, „Bad Luck Blackie“, „Who Killed Who?“, „King-Size Canary“, сюжет буквально усыпан сногсшибательными трюками; причём остроумие их, как и самих фильмов, строится на визуальной выразительности».